# Stygimoloch
Stygimoloch („rohatý ďábel od řeky Styx“) byl rod pachycefalosauridního ptakopánvého dinosaura, žijícího v Severní Americe na konci období křídy, asi před 67 až 66 miliony let.

## Popis
Jednalo se o poměrně mohutně stavěného pachycefalosaurida, druhý největší rod po blízce příbuzném rodu Pachycephalosaurus. S ním patřil Stygimoloch mezi vývojově vyspělejší pachycefalosaury. Tuto skutečnost naznačuje to, že spánkové jámy stygimolocha jsou zúžené a celá lebka, která měří téměř 50 cm, byla robustnější. Celý dinosaurus mohl dosahovat délky kolem 3 metrů.
Typickým anatomickým znakem byla ornamentace ztluštělé lebky, která byla výraznější, než u jiných zástupců této čeledi. Bylo objeveno pouze několik fragmentů lebky a drobných fosilních úlomků kostry těla. Je možné, že pachycefalosaurid rodu Dracorex je pouze jedinec s méně vyvinutou ornamentací, patřící ve skutečnosti také do tohoto rodu. Mohlo se jednat o nedospělého jedince nebo samici. Všechny fragmenty fosilií stygimolocha byly objeveny na nalezištích geologického souvrství Hell Creek, ke kterému se vztahuje i jeho jméno, a také v horninách souvrství Ferris na území Wyomingu.

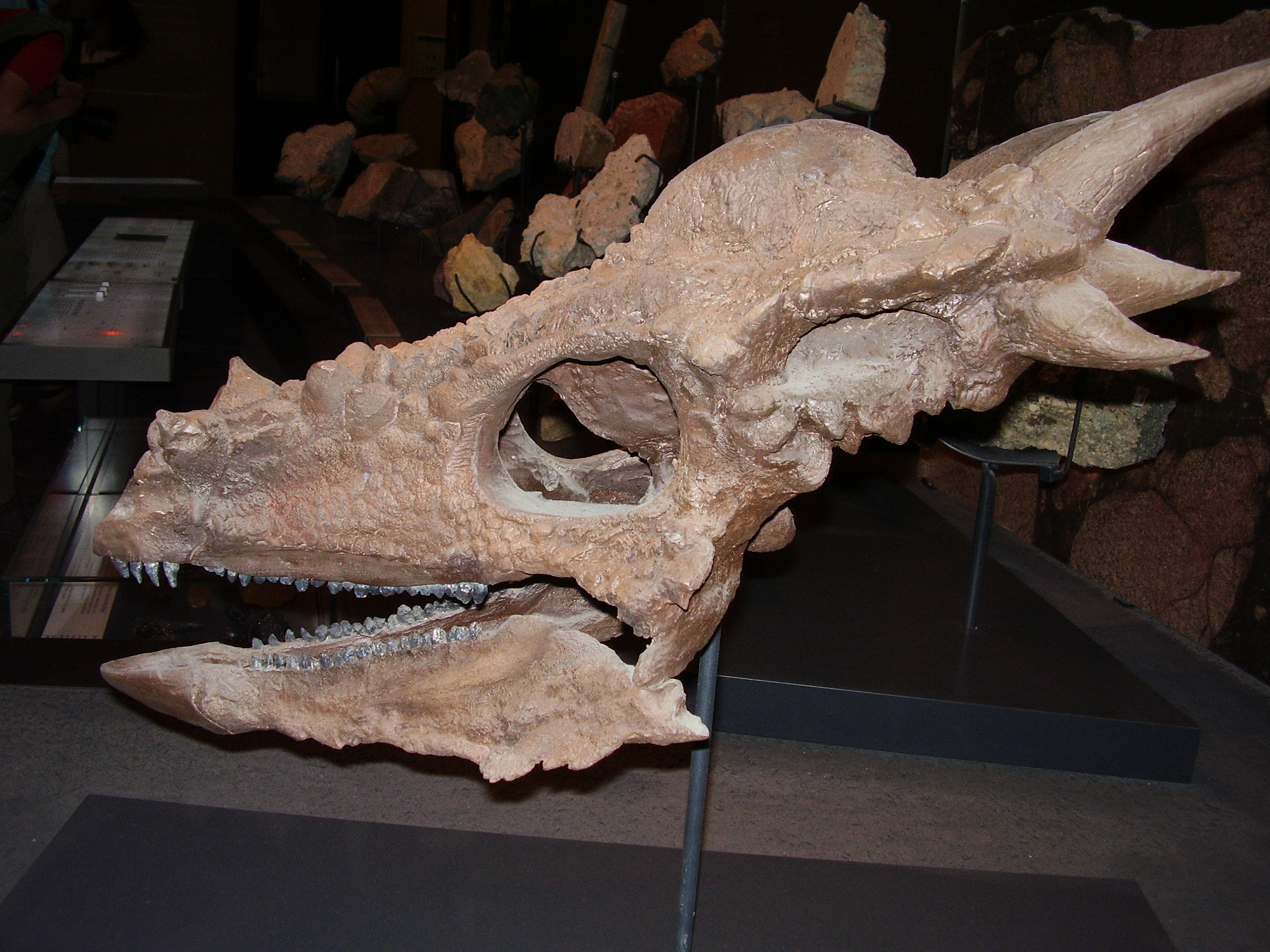
Lebka stygimolocha

## V populární kultuře
Pro svůj neobvyklý vzhled je Stygimoloch často zobrazován v paleoartu. V literatuře se objevuje málokdy, výjimkou je například kniha Poslední dny dinosaurů, kde je označen za pravděpodobného nedospělého jedince rodu Pachycephalosaurus. Objevil se také ve filmu Jurský svět: zánik říše.